# Lijst van beelden in Hellendoorn
Dit is een (onvolledige) chronologische lijst van beelden in Hellendoorn. Onder een beeld wordt hier verstaan elk driedimensionaal kunstwerk in de openbare ruimte van de Nederlandse gemeente Hellendoorn, waarbij beeld wordt gebruikt als verzamelbegrip voor sculpturen, standbeelden, installaties, gedenktekens en overige beeldhouwwerken.
Voor een volledig overzicht van de beschikbare afbeeldingen zie: Beelden in Hellendoorn op Wikimedia Commons.

## Haarle
| Geplaatst | Omschrijving     | Kunstenaar     | Straat             | Plaats | Materiaal | Afbeelding |
| --------- | ---------------- | -------------- | ------------------ | ------ | --------- | ---------- |
| 1997      | Beeld van Haarle | Cees Willemsen | Kerkweg / Molenweg | Haarle |           |            |

## Hellendoorn
| Geplaatst | Omschrijving                                  | Kunstenaar            | Straat                                               | Plaats      | Materiaal | Afbeelding |
| --------- | --------------------------------------------- | --------------------- | ---------------------------------------------------- | ----------- | --------- | ---------- |
| onbekend  | Sint Sebastiaan                               | onbekend              | Bibenstraat 38, (St. Sebastianuskerk)                | Hellendoorn |           |            |
| onbekend  | Maria en Jozef                                | onbekend              | Bibenstraat 38, (St. Sebastianuskerk, begraafplaats) | Hellendoorn |           |            |
| 1978      | Klepperderk                                   | Fred ten Tusscher     | Dorpsstraat                                          | Hellendoorn | brons     |            |
| 1981      | Johanna van Buren                             | Hans Rikken           | Dorpsstraat                                          | Hellendoorn | steen     |            |
| 1985      | Cultuur, Jeugd, Werkloosheid, Minderjarigheid | Jos Spanbroek         | Dorpsstraat                                          | Hellendoorn |           |            |
| 1995      | Joods Oorlogsmonument                         | Henk de Ruiter        | Ommerweg                                             | Hellendoorn | steen     |            |
| 1996      | Folkoristische Dansgroep                      | Gerard van der Leeden | Park de Geuren                                       | Hellendoorn |           |            |
| 2000      | De Dorpssmid                                  | E. van Heek           | Smidsstraat / Bibenstraat                            | Hellendoorn | brons     |            |
| 2004      | Monument voor het ongedoopte kind             | onbekend              | Bibenstraat 38, (St. Sebastianuskerk, begraafplaats) | Hellendoorn |           |            |

## Nijverdal
| Geplaatst   | Omschrijving                               | Kunstenaar                                                | Straat                                                 | Plaats    | Materiaal                  | Afbeelding |
| ----------- | ------------------------------------------ | --------------------------------------------------------- | ------------------------------------------------------ | --------- | -------------------------- | ---------- |
| 1910        | Nijverdalse Venus (G. Salomonson-monument) | onbekend                                                  | Grotestraat / Hoge Dijkje                              | Nijverdal |                            |            |
| 1911        | G. Salomonson Hz. (zuil)                   | Carel J.A. Begeer                                         | Hoge Dijkje 4a, ('De Smidse', TenCate)                 | Nijverdal |                            |            |
| 1936 / 1853 | Koning Willem III (borstbeeld)             | C. Hüne of Hühne                                          | Grotestraat, (TenCate)                                 | Nijverdal |                            |            |
| 1952        | Wevers                                     | onbekend                                                  | G. van der Muelenstraat 2, (TenCate)                   | Nijverdal |                            |            |
| 1954        | Godfried van der Muelen                    | Gerard van Aalst                                          | G. van der Muelenstraat 2, (TenCate)                   | Nijverdal |                            |            |
| 1963        | Moeder met kind                            | Jac Maris                                                 | Grotestraat                                            | Nijverdal | steen                      |            |
| 193?/1968   | F.J.P. Moquette (plaquette)                | Pieter Puijpe                                             | Van Limburg Stirumstraat / Oranjestraat                | Nijverdal |                            |            |
| 1986        | Thomas Ainsworth (plaquette)               | onbekend                                                  | Grotestraat / Hoge Dijkje                              | Nijverdal |                            |            |
| 2003        | Monument Twilhaar                          | Marjolein Rensen (ontwerp) en Herro de Roest (uitvoering) | Paltheweg                                              | Nijverdal | bronzen lijsten met foto's |            |
| 2023        | Met elkaar rotondekunst                    | Ruurd Hallemal                                            | Burgemeester H. Boersingel/Baruch Spinozastraat        | Nijverdal | cortenstaal                |            |
|             | Moeder leest voor op de hoek van de straat | Theo Schreurs                                             | van Alphenstraat 11, (Overijsselse Bibliotheek Dienst) | Nijverdal |                            |            |
| onbekend    | Klokkenstoel                               | onbekend                                                  | Molukkenstraat 2 (Molukse Evangelische Kerk)           | Nijverdal |                            |            |